# Al-Qunfudha
Al-Qunfudha o al-Kunfudha (àrab: القنفذة, al-Qunfuḏa), també Kunfudhah o Qunfudhah, o encara Kunfudah o Qunfudah, és una ciutat i port de la costa occidental de l'Aràbia Saudita, a la mar Roja, a la desembocadura del wadi Kanawna, a 75 km al nord d'Haly.
La ciutat vella formava un quadrilàter rodejat d'un mur amb torres de fortificació, i amb tres portes. Prop del port hi havia el bazar i els principals edificis de pedra antics. Les mesquites tradicionals estan també en aquesta zona entre elles la principal de la ciutat; els minarets no són gaire alts. A un illot davant el port a uns 400 metres, hi ha un antic castell que fou residència dels xerifs de la Meca en les seves estades a la ciutat. L'expansió moderna ha permès la creació d'hospital, col·legis i altres serveis a la ciutat, que s'ha expandit però resta una ciutat relativament petita. El 2010 el govern van anunciar la construcció d'un nou aeroport a Djabal Murshid al sud-est de la ciutat. La platja de Qunfudha gaudeix de certa fama.
El 1882 tenia una població d'unes 2000 persones i el 1920 eren unes deu mil. El port estava en part tancat per bancs d'arena de manera que només hi podien accedir el vaixells àrabs mitjans, però s'utilitzava bastant pel pelegrinatge, junt amb el d'al-Lith una mica més al nord, i per aquest port s'exportava la mirra recollida a la regió d'Asir. Fins al segle xix fou un concorregut port d'esclaus.

## Història
La ciutat és antiga i està situada a l'antic país dels Debes, regió que Plini esmenta com Canauna (moderna Kanawna, del nom del uadi que passa per la ciutat). Podria ser la Tebaiòpolis de Claudi Ptolemeu. Després desapareix durant segles i apareix esmentada pels portuguesos al segle xvi com Cunfutá.
El segle xviii pertanyia a l'imam de Sanà i va tenir certa importància pel comerç del cafè, ja que aquí es pagava l'impost pels vaixells que anaven del Iemen a Jeddah. El territori entre Jeddah i Haly va caure en mans del xerif de la Meca el 1772. Muhammad Ali d'Egipte al segle xix la va convertir en base per les seves operacions militars a l'Aràbia interior i l'Asir. L'oficial georgià Mehmed Agha Türkče Bilmez es va revoltar contra el governador egipci de l'Hijaz, Ahmad Pasha (1832-1833) i va ocupar al-Qunfudha (1832), Abu Arish, al-Hudayda i Mokha (1833), però finalment fou derrotat i la revolta reprimida. El 1870 els turcs la van utilitzar com a base per les seves operacions a l'Asir i fou un kada (districte) del sandjak d'Asir. Els otomans van comunicar la ciutat per telègraf amb Jeddah al nord i Luhayya, al-Hudayda i Sana al sud. El 1916 el districte va quedar en poder del rebels àrabs manats per Abd Allah, fill del xerif al-Husayn II ibn Ali i els turcs van pedre al-Qunfudha el setembre al mateix temps que Taif. Fou ocupada pel Nedjd el 1925 i formà part després del regne de Hijaz i Nedjed rebatejat regne de l'Aràbia Saudita.